# Nicolae Mușat
Nicolae Constantin Mușat (sinh ngày 4 tháng 12 năm 1986 ở Bucharest) là một cầu thủ bóng đá người România thi đấu ở vị trí Hậu vệ cho Botoșani.

## Danh hiệu
Dinamo București
- Romanian League: 2006–07
- Romanian Cup: 2011–12
- Romanian Supercup: 2012

Dinamo II București
- Românian Third League: 2006–07

Khazar Lankaran
- Cúp bóng đá Azerbaijan: 2010–11